# Zweifrontenkrieg
Unter einem Zweifrontenkrieg versteht man die Situation eines kriegführenden Landes, wenn es gleichzeitig an zwei – meist einander entgegengesetzten – Seiten seines Landes Krieg gegen mehrere Gegner führt oder führen muss. Ein solcher Krieg wirft erhebliche logistische Probleme auf: Truppen müssen zwischen den beiden Kriegsschauplätzen verteilt werden, oft ist die Versorgung mit Rohstoffen und Importgütern erschwert; eine lange Frontlinie ist zu verteidigen.

## Deutschland
Das Deutsche Reich ist wiederholt in diese Situation geraten. Als Grund für diese häufige Verwicklung Deutschlands in Zweifrontenkriege wird häufig die zentrale Lage in Europa genannt. Die Politik deutscher Staatsmänner sowohl vor dem Ersten als auch dem Zweiten Weltkrieg führte dies fahrlässig herbei. Im Verlauf der deutschen Geschichte wurden mehrere Strategien entwickelt, um einen möglichen Zweifrontenkrieg zu vermeiden beziehungsweise siegreich zu beenden.
Bismarck verfolgte zwischen 1871 und 1890 eine politische Strategie gegen einen Zweifrontenkrieg. Da nach der Demütigung Frankreichs im Deutsch-Französischen Krieg eine Aussöhnung unwahrscheinlich und weitere Konflikte wahrscheinlich schienen (französischer Revanchismus), setzte er auf ein kompliziertes Bündnissystem mit allen anderen europäischen Großmächten mit Ausnahme Frankreichs, das international isoliert bleiben sollte. Nach Bismarcks Entlassung betrieb das Deutsche Reich unter Wilhelm II. eine imperialistische Großmacht-Politik. Die Vernachlässigung der bestehenden Bündnisse und das durch den Ausbau der Kaiserlichen Marine ausgelöste Wettrüsten ermöglichten es Frankreich, die Situation umzukehren. Bis 1907 hatte Frankreich ein Bündnissystem mit Großbritannien und Russland zustande gebracht (Entente). Das Deutsche Kaiserreich sah sich mit seinem eigenen Bündnissystem eingekreist.

### Erster Weltkrieg
In dieser Situation wurde als militärische Strategie zum Führen eines Zweifrontenkriegs der Schlieffenplan von 1905 entwickelt, den das Deutsche Reich 1914 gegen Frankreich und Russland in die Realität umzusetzen versuchte. Der Plan scheiterte; seine Umsetzung weitete den Ersten Weltkrieg aus, da er einen Erstschlag und einen Angriff auf Belgien erforderte, dessen Neutralität durch Großbritannien garantiert wurde, welches daraufhin in den Krieg eintrat. An der Ostfront gab es Mitte Dezember 1917 einen Waffenstillstand und im März 1918 den Friedensvertrag von Brest-Litowsk. Das Deutsche Reich konnte etwa eine Million Soldaten an die Westfront verlegen und die Deutsche Frühjahrsoffensive 1918 beginnen.

### Zweiter Weltkrieg
Im Zweiten Weltkrieg versuchte Adolf Hitler zunächst einen Zweifrontenkrieg zu vermeiden, indem er seine Gegner (hauptsächlich Frankreich, Großbritannien, Sowjetunion und USA) nacheinander zu schlagen versuchte. Nach dem Überfall auf Polen und dem überraschend schnellen Sieg über Frankreich folgte eine Niederlage in der Luftschlacht um England. Hierauf griff er 1941 die Sowjetunion an (Unternehmen Barbarossa), obwohl Großbritannien noch ungeschlagen war. Damit führte er selbst einen Zwei- bzw. Mehrfrontenkrieg herbei. Nach dem Kriegseintritt der USA im Dezember 1941 eröffneten die Westalliierten in Italien (Landung auf Sizilien Juli 1943) und im Juni 1944 in Frankreich (Operation Overlord) weitere Fronten in Europa neben der Ostfront und beschleunigten dadurch den Zusammenbruch des Dritten Reichs erheblich.

## Österreich
Im Deutsch-Österreichischen Krieg (Juli 1866) musste das Kaisertum Österreich seine Truppen auf zwei Fronten verteilen (im Süden Italien; im Nordwesten die vereinigten preußischen Armeen).
Im Ersten Weltkrieg eröffnete sich für Österreich-Ungarn nach der Balkanfront gegen Serbien (Serbienfeldzug 1914), die diesen großen Krieg auslöste, schon in den ersten Kriegswochen an der russischen Grenze eine zweite Front, die Ostfront (Schlacht in Galizien). Getrennt waren sie durch das anfangs neutrale Rumänien. Mit der Kriegserklärung durch Italien im Mai 1915 wurde die Alpenfront ein – abgesehen von der eher geringen Beteiligung Österreichs an der Westfront – dritter Kriegsschauplatz. Nachdem die Front gegen Serbien im Oktober 1915 mit dessen Kapitulation bald hinfällig wurde (Serbienfeldzug 1915), führte Österreich-Ungarn wieder hauptsächlich einen Zweifrontenkrieg um sein Territorium. An der im Südbalkan neu aufgebauten Makedonienfront (Salonikifront) war die Beteiligung ebenfalls marginal, allerdings trat Rumänien im August 1916 auf Seiten der Alliierten in den Krieg ein, womit sich die Südostfront als Ausdehnung der Ostfront wieder eröffnete. Die Kriegshandlungen dort wurden aber schon Ende 1916 mit der Besetzung eines Gutteils von Rumänien wieder beendet. Der Zweifrontenkrieg in den Karpaten und den Alpen (wo im Oktober 1917 ein großer Durchbruch gelang), konnte erst mit dem Separatfrieden mit Russland im März 1918 beendet werden. Am Zusammenbruch der österreich-ungarischen Armee im Laufe des Sommers und Herbstes änderte das wenig.

## Weitere Beispiele
Im Ersten Weltkrieg schuf der Kriegseintritt Bulgariens die Grundlage für die Niederlage Serbiens 1915. Der kleine Balkanstaat wurde dadurch nicht nur an der nördlichen Front durch Österreich-Ungarn, sondern auch an einer östlichen Front durch den neuen Gegner Bulgarien angegriffen.
Im Zweiten Weltkrieg führten die USA und das Vereinigte Königreich ebenfalls Krieg an zwei Fronten. Sie bekämpften im Pazifikkrieg das imperialistische Japan und in Europa das Dritte Reich. Trotz dieser Doppelbelastung siegten sie an beiden Fronten. Das ist unter anderem darauf zurückzuführen, dass das Vereinigte Königreich über Kolonien seinen Nachschub regelte, während die USA auf ihre enormen Ressourcen und Industriekapazitäten zurückgreifen konnten. Nicht zuletzt waren auch ihre Kriegsgegner in einen Mehrfrontenkrieg verwickelt: Das Deutsche Reich an West- und Ostfront und zu Anfang sogar zusätzlich noch in Afrika und später in Italien. Japan kämpfte nicht nur in China, sondern attackierte Ziele in ganz Südostasien. Insbesondere, nachdem die USA mehr und mehr die Oberhand sowohl in der Luft als auch im Wasser erhielten, rächte sich diese Verzettelung.
Auch Israel war nach 1948 im Zuge der Israelisch-Arabischen Kriege mehrfach in Zwei- bzw. Mehrfrontenkriege verstrickt.
2006 führte Israel einen Zweifrontenkrieg gegen die Hisbollah im Norden und die Hamas im Süden.